# Polygone (Strasbourg)
Pour les articles homonymes, voir Polygone (homonymie).
Le Polygone est un quartier du sud de la ville de Strasbourg. Il est au nord du quartier du Neuhof.

## Éléments historique
Le Polygone fut un terrain militaire entre 1720 et 1920. On y réalisait des parades militaires, des manœuvres ainsi que des essais d'armes d'artillerie (le nom « Polygone » provient du polygone de tir utilisé pour ces essais). Le Polygone fut agrandi en 1766.
Vers 1830, on y construisit un monument à la mémoire de Jean-Baptiste Kléber, général strasbourgeois sous la Révolution française et durant le Premier Empire. Ce monument fut détruit par la Wehrmacht durant la Seconde Guerre mondiale.

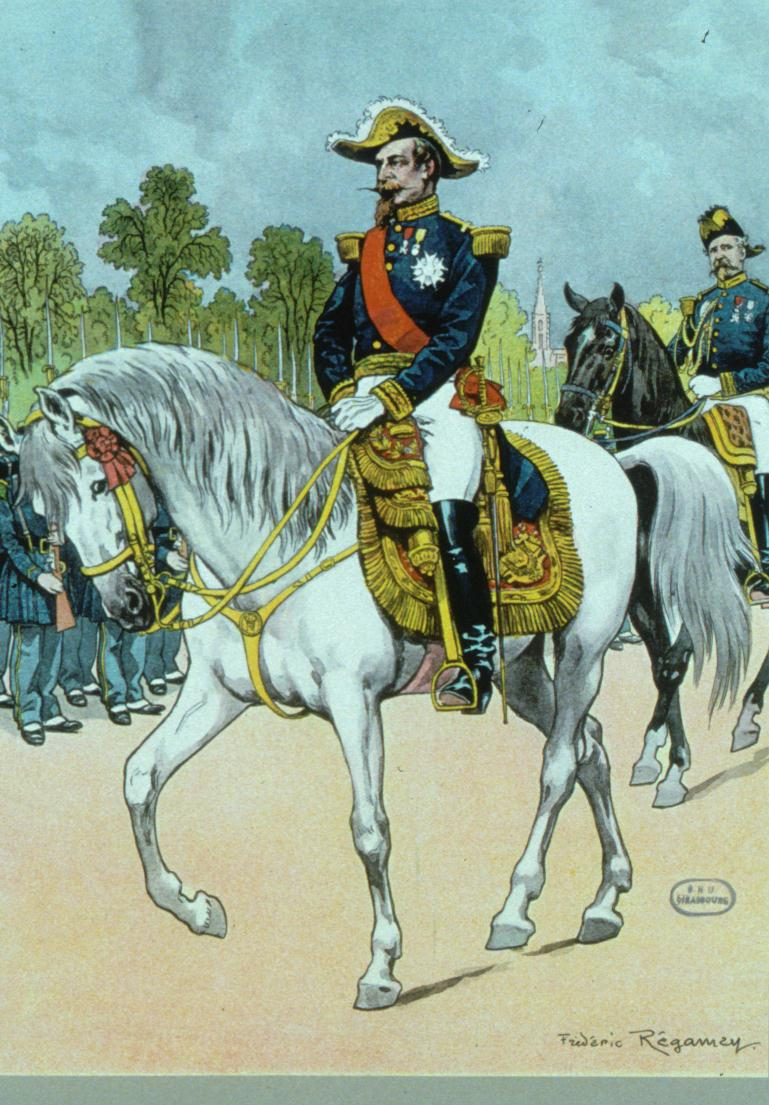
Napoléon III passant en revue des troupes au Polygone en 1857
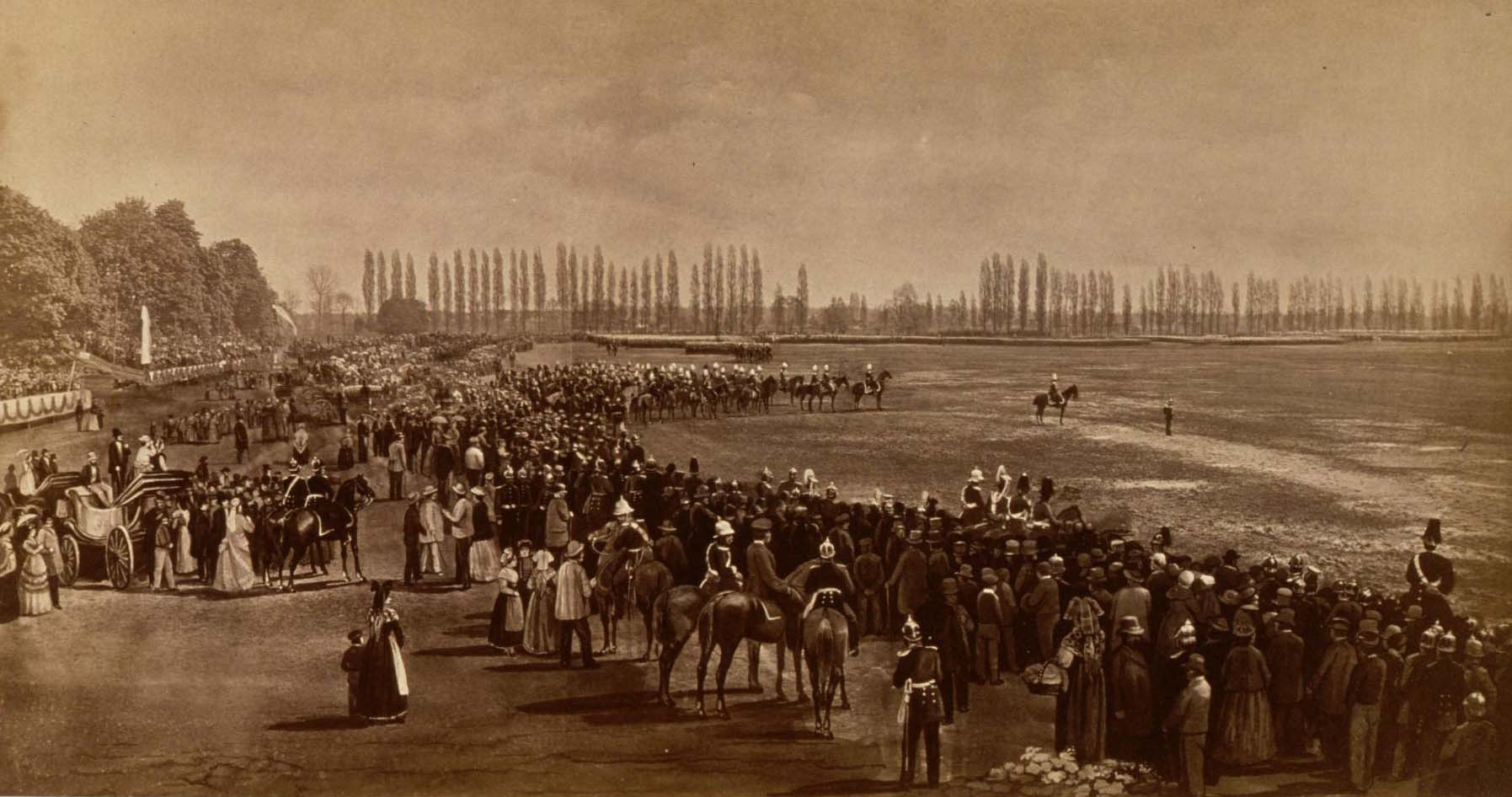
Parade militaire de l'empereur Guillaume Ier en 1877
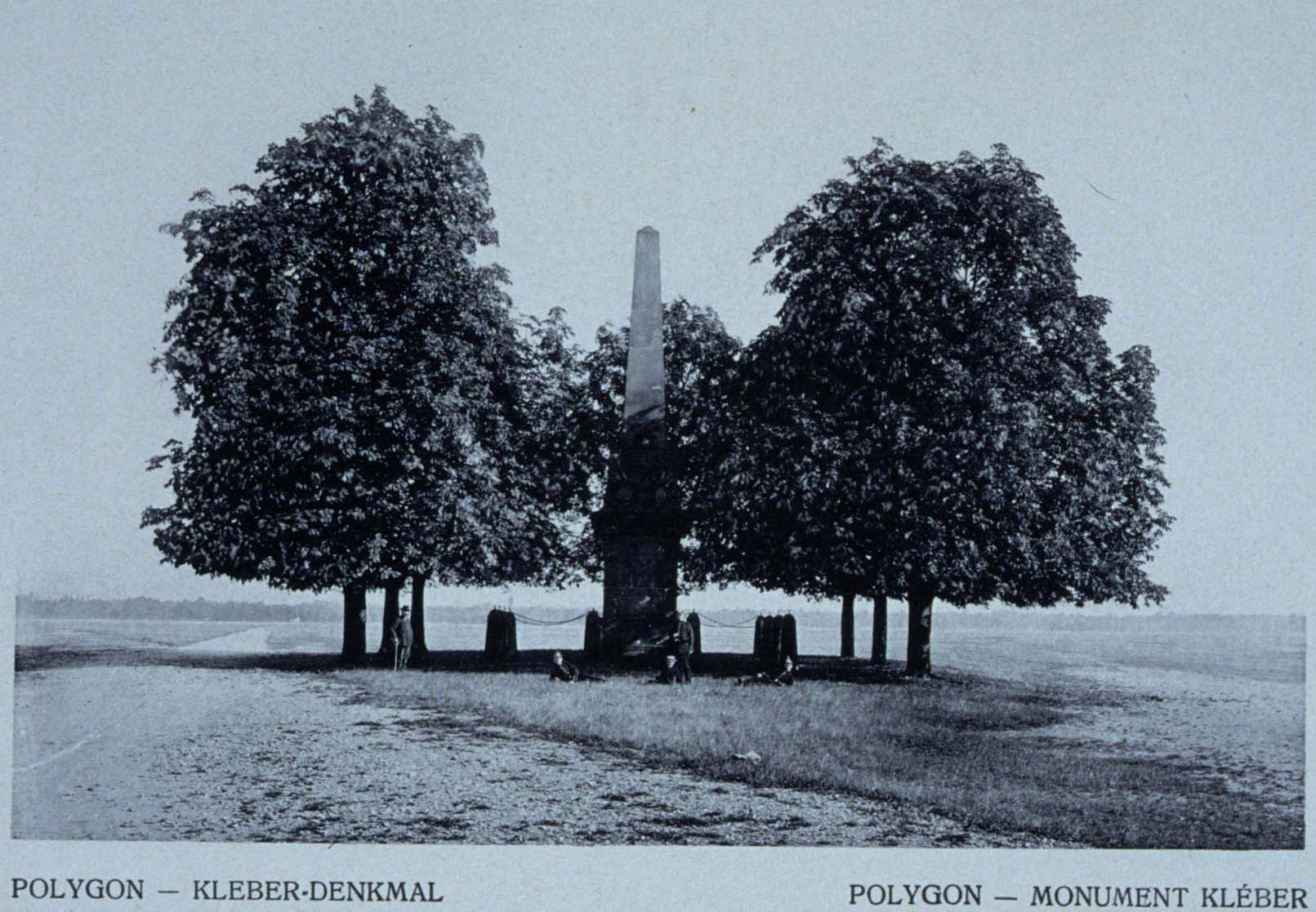
Monument mémorial de Kléber vers 1906

Au début du XXe siècle, le terrain du Polygone est utilisé pour des essais aéronautique, on y fit voler les premiers aéronefs. Émile Mathis, entrepreneur automobile et d'avion qui avait ses usines à la Meinau, y fait un meeting aérien. Le terrain d'aviation servit d'école de pilotage durant la Première Guerre mondiale.
Dans les années 1920, l'aérodrome eu une fonction militaire mais également commerciale ainsi que de loisirs. Antoine de Saint-Exupéry y passa son brevet de pilote. De nos jours l'aérodrome du Polygone ne sert plus qu'aux loisirs (avion de tourisme, planeur, sauts en parachute).
La caserne du Flieger Bataillon Nr.4 construite en 1913 et renommée Caserne Guynemer lors du retour à la France puis Quartier Aubert de Vincelles accueille, depuis 1993, le quartier général du Corps européen.

## Éléments structurants du Polygone
- Aérodrome du Polygone
- Le Cimetière du Polygone
- Dépôt de transport urbain de la Kibitzenau

## Annexe contexte
Le Neuhof, quartier incluant le Polygone